# Мейська Гурка
Мейська Гурка (пол. Miejska Górka) — місто в західній Польщі, Великопольське воєводство.

## Демографія
Демографічна структура станом на 31 березня 2011 року:
|          | Загалом | Допрацездатний вік | Працездатний вік | Постпрацездатний вік |
| -------- | ------- | ------------------ | ---------------- | -------------------- |
| Чоловіки | 1610    | 360                | 1125             | 125                  |
| Жінки    | 1610    | 310                | 983              | 317                  |
| Разом    | 3220    | 670                | 2108             | 442                  |

## Уродженці
- Едмунд Клемчак (1886—1939) — капрал Польської армії, учасник польсько-радянської війни та оборони Варшави.

## Побратими
- Турбів
- Добрушка